# Campeonato Mundial de Tiro al Plato de 1959
El IX Campeonato Mundial de Tiro al Plato se celebró en El Cairo (República Árabe Unida) en el año 1959 bajo la organización de la Federación Internacional de Tiro Deportivo (ISSF) y la Federación Egipcia de Tiro Deportivo.

## Resultados

### Masculino
| Evento         | Oro                            | Plata                                | Bronce                               |
| -------------- | ------------------------------ | ------------------------------------ | ------------------------------------ |
| Foso           | Hassan Badrawi Egipto 293 pts. | Edoardo Casciano · Italia · 292 pts. | Galliano Rossini · Italia · 290 pts. |
| Foso (equipos) | Italia · 578                   | Líbano 572                           | Egipto 569                           |
| Skeet          | Oleg Losev URSS 195            | Yuri Tsuranov URSS 192               | Nikolái Durniev URSS 191             |

## Medallero
| Núm. | País   | Oro | Plata | Bronce | Total |
| ---- | ------ | --- | ----- | ------ | ----- |
| 1    | Italia | 1   | 1     | 1      | 3     |
|      | URSS   | 1   | 1     | 1      | 3     |
| 3    | Egipto | 1   | 0     | 1      | 2     |
| 4    | Líbano | 0   | 1     | 0      | 1     |
|      | TOTAL  | 3   | 3     | 3      | 9     |